# Веселовский, Юрий Алексеевич
Ю́рий Алексе́евич Весело́вский (6 [18] июля 1872, Москва — 11 апреля 1919, там же) — русский поэт, переводчик и критик, сын историка литературы Алексея Николаевича Веселовского. В критических и историко-литературных работах применял культурно-исторический метод.

## Биография
Учился в Лазаревском институте восточных языков в городе Москве, где прошёл гимназический курс; окончил историко-филологический факультет Императорского Московского университета. В период учения в университете в апреле 1894 года был членом учредителем «Кружка любителей западноевропейской литературы» вместе с Фриче В. М., Курсинским А. А., Шулятиковым В. М., Бальмонтом К. Д., Коганом П. С., Самыгиным М. В. (Марком Криницким). Преподавал в женских гимназиях Москвы. Был членом Союза русских писателей, секретарём Общества любителей российской словесности и др.
Сотрудничал в «Вестнике Европы», «Русской мысли», «Научном слове», «Вестнике воспитания», «Русских ведомостях» и многих других; много переводил, главным образом с французского. Писал статьи для Энциклопедического словаря Брокгауза и Ефрона, в частности о французской писательнице графине Аделаиде-Марии-Эмилии Сузе. Перевёл со шведского исторические драмы А. Стриндберга и роман Гейерстама «Власть женщины». Он является также автором педагогической книги «Трагедия детской души» (1908), и критико-биографических очерков о Я. Б. Княжнине и Н. И. Новикове (1918).
Веселовский стал одним из первых популяризаторов армянской литературы в России. В частности, он автор первой русской монографии об армянском поэте Смбате Шах-Азизе (1902). В 1906 году вышли его «Очерки армянской литературы и жизни». Веселовский издавал и редактировал переводные сборники «Армянские беллетристы» (проза) и «Армянская муза» (поэзия), вышедшие соответственно в 1893 и 1907 годах.
Умер в 1919 году. Похоронен на Введенском кладбище (5 уч.).

## Произведения
- Стихотворные переводы — Гейне. Армянские поэты. Ибсен. — 1898
- Очерки армянской литературы и жизни. — Армавир. 1906.
- Армянская муза. 1907.
- Трагедия детской души. — М. 1908
- Литературные очерки. тт. I—II. — М. 1910
- Этюды по русской и иностранной литературе. тт. I—II. изд. «Звезда».